# Лизи Макгуайър
„Лизи Макгуайър“ е американски сериал, комедия, на Дисни Ченъл. Дебютира на 12 януари 2001 г. и завършва на 14 февруари 2004 г. Сериалът има общо 2 сезона и са излъчени общо 65 епизода. През 2003 г. е заснет филма Лизи Макгуайър Филмът. Сериалът печели за „Най-добро тв шоу“ от Nickelodeon Kids' Choice Awards за 2002 и 2003.

## В България
В България сериалът се излъчва в периода 2007-2008 г. по Канал 1 всеки уикенд като част от предаването Яко. Ролите се озвучават от Йорданка Илова, Наталия Бардская, Даниела Йорданова, Василка Сугарева, Росен Пенчев и Силви Стоицов.